# 33433 Maurilia
33433 Maurilia è un asteroide della fascia principale. Scoperto nel 1999, presenta un'orbita caratterizzata da un semiasse maggiore pari a 2,3569312 au e da un'eccentricità di 0,1755880, inclinata di 9,48427° rispetto all'eclittica.
L'asteroide è dedicato a Maurilia Sposetti, sorella dello scopritore.